# Sju bröder
 Sju bröder (finska: Seitsemän veljestä) är en roman från 1870 av Aleksis Kivi. Sju bröder är en av de första romanerna som skrevs på det finska språket, varför den räknas som en hörnsten i finsk litteraturhistoria. Den handlar om sju bröder och deras liv i Jukola, Impivaara och Toukola.
Sju bröder finns i svenska översättningar av Per Åke Laurén 1919, Elmer Diktonius 1948 och Thomas Warburton 1987. År 2021 översatte Juha Hurme romanen till modern finska.

## Personer
Bröderna från äldst till yngst:
- Juhani, den äldsta av dem, 25 år i början av boken. Envis och eftersom han är äldst, ledare.
- Tuomas, Aapos tvilling. Är den starkaste av bröderna även om Juhani hävdar att han är det.
- Aapo, Tuomas tvilling. Den mest vältaliga och i många avseenden den riktiga ledaren.
- Simeoni, den mest religiösa av dem, men har också mest problem med alkoholen.
- Timo, Lauris tvilling. Timo är enkel och allvarlig.
- Lauri, Timos tvilling. Den tystaste av bröderna, gillar att tillbringa tid i skogen.
- Eero, den yngste av bröderna som bara är 17 år i början av boken. Klipsk, smart och gillar att munhuggas med Juhani.

## Handling
Sju bröder utspelar sig under tio år och handlar om sju odågor till bröder som bor i Jukola med sin mor. Efter moderns död blir bröderna tvungna att växa till sig och bli något så när samhällsanpassade medborgare.
Boken kan ses som en allegori över finländarnas övergång från jägare/fiskare till bofasta jordbrukare.